# Rzepniki
Rzepniki – wieś w Polsce położona w województwie podlaskim, w powiecie białostockim, w gminie Zabłudów.
W 1921 roku wieś liczyła 65 domów i 362 mieszkańców, w tym 343 katolików i 19 prawosławnych. W okresie międzywojennym miejscowość znajdowała się w gminie Zawyki.
W latach 1975–1998 miejscowość administracyjnie należała do województwa białostockiego.
Według Narodowego Spisu Powszechnego z roku 2011 wieś liczyła 147 mieszkańców.
Rzymskokatoliccy mieszkańcy wsi należą do parafii pw. św. Apostołów Piotra i Pawła w Zabłudowie lub do parafii Niepokalanego Poczęcia Najświętszej Maryi Panny w Tryczówce, zaś prawosławni do parafii pw. św. Kosmy i Damiana w Rybołach.